# 韋爾斯布里奇 (紐約州)
韋爾斯布里奇（英語：Wells Bridge）是位於美國紐約州奧齊戈縣的普查規定居民點。

## 人口
根據2020年美國人口普查的數據，韋爾斯布里奇的面積為2.34平方千米，皆為陸地。當地共有人口279人，而人口密度為每平方千米119.23人。